# 暹羅立憲革命

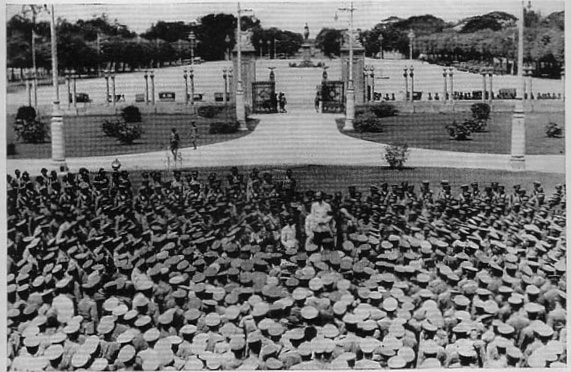
1932年6月24日

暹罗立憲革命，發生於1932年6月24日，是一場由暹罗（泰國）軍人和部分平民發動的幾乎不流血的政變。這次立憲革命在法理上終結了拉達那哥欣時代一百五十年、泰國歷史八百年的國王專制統治，并開啟了泰國的君主立憲制时代、造就了泰国第一部宪法，是20世紀泰國歷史上的一個關鍵轉折點，是全球歷史進程以及泰国國內社會、政治變化的產物。值得一提的是，这场革命由相對較為少數的軍隊與平民發動，而後成立了泰國歷史上第一個大眾政黨泰國人民黨。

## 前奏

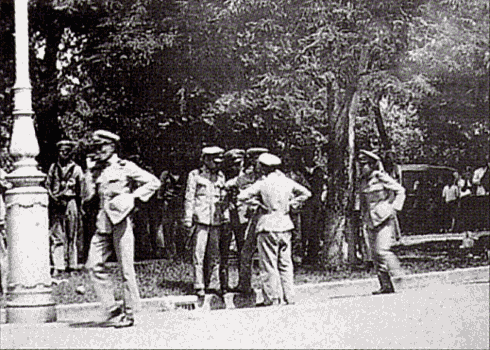
1932年6月24日，士兵們在皇家廣場候命。

從1782年起，暹羅便由拉瑪一世所建立的卻克里王朝所統治。拉瑪一世同時也以拉達那哥欣島為中心，建立了都城，曼谷  超過一世紀以來，暹羅君主得以抵禦周圍的強鄰，如緬甸與其他列強勢力，使其不至成為諸如英法殖民帝國之殖民地。到了1932年，暹羅與中國與日本並列，成為三個東亞僅存的獨立國家。
拉瑪五世於1868年即位後，便著手展開針對這個古老王國的現代化維新，並為其帶來許多嶄新的改革與發明。他對西方式思潮，主要是法律，政治，哲學，商業，教育和醫學，採取積極開放態度。他改革了政府與軍事體系，於此同時，拉瑪五世成功的維持了國家脆弱的平衡與獨立性，使暹羅在列強環伺，如西方的英屬印度與東方的法屬印度支那夾擊下得以求生存。國王了解西方新式教育的重要性，並將他的兒子們與數以千計領有國家獎學金的平民留學生送至各西方院校，指望他們將來成為暹羅維新改革的骨幹力量。
拉瑪六世於1910年即位後接續了他父親未竟的志業。這位畢業於桑德赫斯特皇家軍事學院與牛津大學的國王持續致力於建設基礎建設與其他各項機構的現代化，當中包含了任用有能力的平民進入政府內閣。新式院校例如哇棲拉兀學院（基本架構參照了英國公立學校）與泰國第一所大學朱拉隆功大學作為他教育改革的一部分也成立了。他鼓勵西方潮流與廣泛採用姓氏。
他的改革招致了來自許多方面的不滿，特別是來自貴族和和當中較老的反動既得利益者，他們感到自己的影響力正在逐漸被侵蝕。他憲法改革的速度卻也導致了一個完全不同的派別的不滿：進步派和激進派。
1912年一場未遂政變爆發，政變的發起者為少壯派軍官，他們試圖推翻拉瑪六世並另立新王。政變的目標在於改變政府體系，推翻舊制度並以現代西方憲政體制所取代。在預想中新王將會從王儲中選出一個對起義者民主訴求的同情者。政變失敗後起事者皆被逮捕，作為回應，拉瑪六世在很大的程度上終止了憲政改革的進程，並且繼續他的專制統治。僅保留了任命一些有能力的平民參加他的樞密院和政府內閣。
1914年，拉瑪六世頒布了一項新的戒嚴法案，在接下來持續一個多世紀的期間，這項法案僅經過數次微調。
拉瑪六世駕崩於1925年，由他的弟弟，巴差提朴（拉瑪七世）繼位。

## 序幕

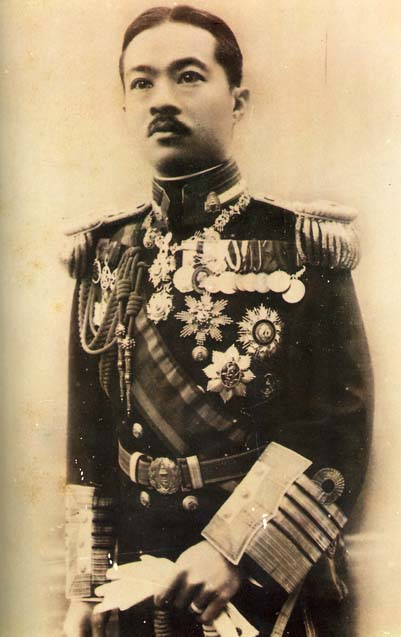
Prince 博里帕·素坤攀, 國王的兄弟，內政部部長

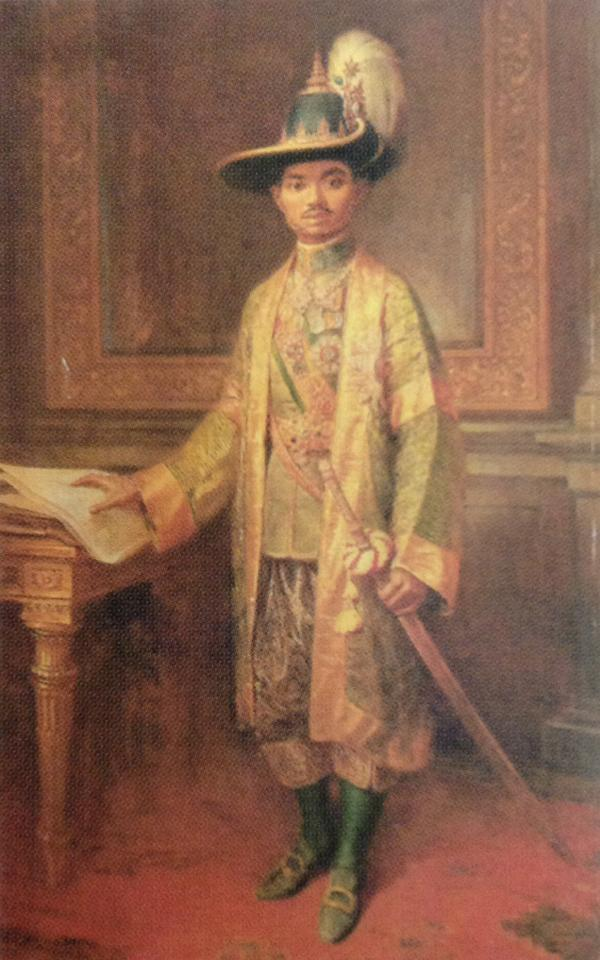
拉玛七世

拉瑪七世，又名巴差提步，為拉瑪五世之幼子（第33個兒子，第76個兒女），曾在伊頓公學接受教育。拉瑪七世繼承了一個岌岌可危的國家，他的哥哥拉瑪六世留下了一個瀕臨破產的國庫。這是由於經常性的使用國家金庫來填補私人支出，這導致國家與人民必須承擔數位皇子奢華的生活方式所導致的龐大開銷。
拉瑪七世登基後，立刻著手展開最高理事會的組建(日後成為國家領導權力之中樞)，試圖解決暹羅目前所面臨的各項挑戰。理事會由曾在前政府擔任部長職務經驗豐富的王公貴族們所組成。不幸的是，他們很快的將過往拉瑪六世所任命的平民官員裁撤，並換上自己的人馬。理事會由內政部長，北欖坡的博里帕·素坤攀王子所主導。這位受過德國教育的王子是國王的同父異母哥哥。根據泰國王位繼承法，他也是王儲之一。拉瑪七世是一位富有同理心的賢明君主，他立即下令削減宮廷開支，並多次出巡，以了解他的臣民的生活。通過履行許多公民義務，他讓自己更容易接觸到曼谷日益增長的精英和中產階級。與此同時，數年前被派往海外留學的學生們開始回歸，面對滿腔熱忱無處發揮，世襲貴族制度造成的貧富鴻溝與祖國的相對落後，大多數人都逐漸對現狀感到失望。
1930年，隨著1929年華爾街股災與隨後經濟大恐慌的爆發，暹羅發現自己正處於崩潰的邊緣。國王提議課徵一般所得稅和財產稅，以幫助減輕窮人的痛苦。這些提議被議會全盤否決，他們擔心他們的財富會因此而減少。相反的，他們削減了公務員薪資和減少軍事預算，此舉激怒了該國大多數受過教育的精英，當中軍官團體尤其不滿。1931年一位帕翁昭（皇室中地位較次的成員）博沃拉代王子宣布從他所任職的國防部辭職。博沃拉代王子並不是最高理事會的成員，因此普遍懷疑，他的行動與由於削減預算而與議會發生分歧有關。而國王則公開承認自己對金融知識的不足，稱自己只是一介士兵，並開始了一連串與王公貴族間的討價還價。
與此同時，國王展開了起草憲法的預備工作，這是民主主義第一次被引入暹羅。在兩位貴族與一位美國外交顧問的幫助下，儘管曾有諫言指出暹羅人民尚未對民主政治做好準備，國王依舊決心 在1932年王朝成立150週年之前實施憲政。然而，該草案在最高理事會被徹底否絕。
1932年四月六日，暹羅舉國歡慶卻克里王朝成立150周年。當日國王替一座橫跨昭披耶河的新橋剪綵。慶祝活動卻顯得有些刻意的輕描淡寫，這是源於一個可以追溯到國王拉瑪一世的預言，他預言王朝將在其150週年結束。到4月底，拉瑪七世已經離開曼谷避暑，離開期間由博里帕·素坤攀王子擔任攝政。 國王去了班武里府的華欣海灘度假勝地，他的夏季別墅“克萊康原”（วังไกลกังวล：意為 “遠離憂慮”）。

## 前因

### 傳統觀點
泰國政治史在20世紀五六十年代幾乎沒有得到西方東南亞學者的研究。 與東南亞其他新獨立的國家相比，泰國作為唯一從未受到殖民的獨立東南亞政體，廣泛被認為更加穩定。一般認為，從諸如君主制之類的“傳統”中使其政權能夠保持足夠的連續性，避免了非殖民化造成的混亂和麻煩，也免除了革命共產主義的動盪。一些論據顯示，準確而言，1932年的革命不過是一場政變，一個由受過西方教育的將軍和平民官僚所組成的平民精英階層簡單地取代了絕對君主制和貴族階層，基本上沒有什麼是革命性的。David K. Wyatt將1910-1941年的泰國歷史時期描述為 “基本上是出於朱拉隆功 統治下改革與政治工作的社會性後果” 。 1932年的革命普遍被認為是“拉瑪四世與拉瑪五世的改革統治下的必然性後果。”

### 庸碌的拉瑪六世
拉瑪六世為暹羅歷史上第一位留學海外的君主。他透過激發泰民族主義以世俗，西方的做法，來試圖合法化他的絕對專制。他決心維持絕對君主制，並執行許多不受歡迎的政策和決定，但這卻降低了卻克里王朝的聲望和影響力。拉瑪六世被指責為應該對暹羅的財政狀況惡化負起責任，他在朝廷里的奢侈花費，在面對上流階層普遍性腐敗情況時的無能為力。為創造現代式暹羅民族主義而創立的軍事組織“野虎隊”也被認為是浪費與無益的。到1920年，拉瑪六世統治下的財政管理不善和全球經濟下滑使得暹羅的國家預算陷入赤字。到了1925年，即使是最高級的貴族議員也要求大幅削減國家尤其是皇室的開支 這是對絕對君主權威的一次大膽挑戰，也反映了暹羅財政問題的嚴重程度。
他創立的準軍事組織“野虎隊”疏遠了許多正規的軍官，軍官們對自己在政治上和經濟利益上的被忽視與 “野虎隊”的特權感到不滿。拉瑪六世也引起了貴族之間的怨恨，因為他採用平民出身的官僚而非來自上流社會的同伴主政。因此，拉瑪六世遭到批評，既不是一個絕對獨裁的君主，但離民主的概念又過於遙遠，最終兩面不討好，裡外不是人。他將從他父親拉瑪五世繼承而來的巨大政治資本揮霍殆盡。這為1932年的革命奠定了基礎，在這場政變中，一個由不滿的軍官和官僚知識分子所組成的團體奪權了。

### “庶民”精英的崛起
在拉瑪五世的統治下，西式教育逐漸興起。儘管受制於金錢，新式教育經常是貴族與富裕階層的特權，但這依然成為了一個新的社會階級流動的管道，為較低階層的貴族與平民提供一個新的可能性。在這些受益者當中最為著名的例子要屬農家出身的鑾披汶·頌堪。許多最聰明的暹羅學生，無論是平民還是貴族，都被派往歐洲留學。這些人當中也包含了中泰混血的比里·帕儂榮。這些受過西方教育的平民精英不僅吸收了歐洲最新的科學技術知識，而且受到西方民主，民族主義和烏托邦社會主義理想的洗禮。
然而，在拉瑪七世的統治期間，王公貴族再次主掌大權。12個高幹中只有四個來自平民與較低貴族。皇家政府試圖搶救拉瑪六世時期所留下的經濟疲弱，但整體情況卻在經濟大恐慌爆發後變得一發不可收拾。隨後政府採取撙節政策，裁減許多低階官僚和士兵，並降低仍在政府部門工作的人的工資，這在受影響最嚴重的平民精英之間產生極大的怨恨，尤其是在絕對君主制的庇護下，王公貴族們繼續享有龐大的財富和特權。由於對西方民主，民族主義和共產主義理念的認識，加上君主專制制度管理不善以及大蕭條所引起惡化的經濟狀況，最終引發了1932年革命。從這個角度來看，革命爆發的原因是源於這些布衣菁英。他們傾向不與貴族和王室進行任何談判或妥協。尤其是被認為支持君主立憲的拉瑪七世。

### 另類觀點
最新的學術研究並不反對傳統解釋所提出的宏觀原因，但它傾向於更深入地研究暹羅迷宮般的政治世界中，各派系之間的權力鬥爭。他們認為，傳統觀點過分強調了抽象政治和社會力量的作用，並且主觀的將西方的革命經驗與其政治動盪模式套用在各個社會中，因此忽視了1932年泰國的具體歷史環境。他們沒有考慮到1932年的革命發生在一個大多數人還無法直接參與各項政治活動的年代。政治還只是唯有軍事和官僚精英可踏足的的領域。舉例來說，班傑明·巴特森於1984年和朱迪思·斯託的1991年所作出的，對暹羅君主專制如何結束的研究當中都強調了諸如比里·帕儂榮和鑾披汶·頌堪等突出人物的行為以及其背後的政治動機。保羅·韓德里近期的一個具爭議性研究表明，1932年的革命根源其實在於暹羅君主(拉瑪六世與拉瑪七世)與貴族不願與新興的平民菁英分享權力。他認為，由於拉瑪六世與七世過於極力捍衛暹羅絕對的君主專制與卻克里王朝皇室的神聖特權，迫使平民菁英與一些高階貴族採取積極手段或默認來支持革命者最終在1932年的武裝政變中奪取政權。

## 外部連結
- Thai Revolution of 1932 （页面存档备份，存于）
- Undermining the 1932 Revolution （页面存档备份，存于）